# Große Aue-See
Das Naturschutzgebiet Große Aue-See liegt in der Stadt Espelkamp im Kreis Minden-Lübbecke. Es ist rund 27,8 Hektar groß und wird unter der Bezeichnung MI-025 geführt. 
Es liegt westlich der Stadt Espelkamp und südlich der Landesstraße 770 unmittelbar an der Großen Aue.

## Bedeutung
Die Unterschutzstellung erfolgt wegen der Seltenheit und besonderen Eigenart der Fläche und zur Erhaltung und Wiederherstellung 
von Lebensgemeinschaften als Refugium für bedrohte und gefährdete wildlebende Tier- und Pflanzenarten.